# خانه مددچی
خانه مدد چی مربوط به اوایل دوره پهلوی است و در تهران، خیابان هدایت، کوچه حاج محمد جوادی، پلاک ۱۶ واقع شده و این اثر در تاریخ ۲ بهمن ۱۳۸۲ با شمارهٔ ثبت ۱۰۸۵۴ به‌عنوان یکی از آثار ملی ایران به ثبت رسیده‌است.